# Schuld und Sühne (1935, Frankreich)
Schuld und Sühne ist ein französischer Spielfilm aus dem Jahr 1935 nach dem gleichnamigen Roman von Fjodor Dostojewski. Unter der Regie von Pierre Chenal spielten Pierre Blanchar als Raskolnikow sowie Harry Baur und Madeleine Ozeray die Hauptrollen.

## Handlung
Radion Raskolnikow ist ein junger Jurastudent von 23 Jahren, der seine Studien unterbrechen musste, weil ihm die Finanzen ausgegangen sind. Die Pfandleiherin Aljona Iwanowna, von der er sich immer wieder Geld leihen muss, ist eine Wucherin und schnürt Rodion, wie er meint, die Luft zum atmen zu. So fasst Raskolnikow den Plan, die Alte zu ermorden. Mit einer Axt erschlägt er Aljona. Um seiner Bluttat einen philosophischen Unterbau zu geben, versucht der Intellektuelle Raskolnikow den Mord als einen Akt der Befreiung von humanitärer Gefühlsduselei zu definieren, zumal er die Alte als Blutsaugerin empfand. Als dann auch noch die Halbschwester der Toten, Katharina Iwanowna, hinzukommt, spaltet er mit derselben Axt den Schädel der unliebsamen Zeugin.
Raskolnikow muss jedoch erkennen, dass zwischen der Theorie des Mordens, das er durch seine persönliche Ideologie qua definitionem gerechtfertigt sieht, und dem Schuldgefühl, das er seit der begangenen Tat in sich trägt, ein riesiger Unterschied besteht. Er ist nicht der Mensch ohne Gewissen, der er zu sein glaubte; nach dem Doppelmord fällt er in einen mehrtägigen fiebrigen Dämmerzustand. Mittlerweile hat der Untersuchungsrichter Porfirij seine Arbeit aufgenommen und sucht nach dem Täter. Die Intuition des erfahrenen Juristen lässt ihn bald auf Raskolnikow als Schuldigen kommen, und doch kann er dem jungen Rodion nichts nachweisen. Die junge Sonja, in die sich Raskolnikow verliebt hat und die sich aus bitterster Armut heraus prostituiert, um ihre Familie unterstützen zu können, rät Rodion, sich zu stellen, da er auf lange Sicht mit dieser Schuld nicht werde leben können. Raskolnikow hört auf ihren Rat und stellt sich der Sühne für die begangene Tat. Er muss für acht Jahre in ein Straflager nach Sibirien.

## Produktionsnotizen
Chenals Schuld und Sühne entstand nahezu zeitgleich mit der gleichnamigen Hollywood-Fassung von Starregisseur Josef von Sternberg. Der französische Film lief am 15. Mai 1935 an. Auch in den Niederlanden und den USA konnte man den Film noch im selben Jahr sehen. Während Schuld und Sühne in Deutschland nie gelaufen ist, konnte man den Streifen in Österreich am 31. Januar 1947 erstmals begutachten.
Die Filmbauten entwarf Aimé Bazin. Catherine Hessling, zeitweilig die Ehefrau von Jean Renoir, gab hier mit der kleinen Rolle der Elisabeth ihre Abschiedsvorstellung vor der Filmkamera und zog sich anschließend ins Privatleben zurück.
Raskolnikow-Interpret Pierre Blanchar erhielt auf den Filmfestspielen von Venedig den Volpi-Pokal als bester Hauptdarsteller.

## Kritik
„In diesem Dostojewski-Buch liegt ein wirklicher Film versteckt, und die Franzosen haben es bewiesen.“

„Dieser künstlerische und kommerzielle Erfolg lässt Pierre Chenal zu den besten Regisseuren der Welt zählen. Durch sein Beispiel beweist er uns, dass das französische Kino Techniker und Künstler erster Güte besitzt.“

Paimann’s Filmlisten resümierte: „Psychologisch unterbaute Verbrecherstudie. Diesmal, wenn auch zuweilen auf Kosten der dramatischen Straffung, noch detailreicher und tiefschürfender entwickelt und konzessionslos realistisch mit Bühnenmitteln unter Vorherrschen des, akzeptabel untertitelten, Dialogs dargestellt. Stark rhythmisierte Musik, häufig unvermittelt eingesetzt, dem Milieu (Rußland der 70-er Jahre) gerecht werdende Aufmachung.“

„Prägnante, gut gespielte französische Version.“